# Weather Underground
Weather Underground (WUO) va ser una organització armada d'extrema esquerra activa de del 1969, fundada al campus d'Ann Arbor de la Universitat de Michigan. Originàriament coneguda com els Weathermen, el grup es va organitzar com una facció de l'Students for a Democratic Society (SDS). L'objectiu polític del grup era crear un partit revolucionari per a derrocar l'imperialisme estatunidenc.

## Història
L'FBI va descriure Weather Underground com un grup terrorista nacional amb posicions revolucionàries basades en el Black Power i l'oposició a la Guerra del Vietnam. Va participar en accions com la fugida de la presó de l'escriptor Timothy Leary el 1970. Els Days of Rage van ser les primeres protestes de la WUO l'octubre de 1969 a Chicago coincidint amb el judici dels Chicago Seven. El 1970, el grup va emetre com a Weather Underground Organization.
A la dècada del 1970, la WUO va dur a terme una campanya d'atemptats dirigida contra edificis governamentals i diversos bancs. Alguns atacs van ser precedits per avisos d'evacuació, juntament amb amenaces que identificaven el propòsit en particular que motivava l'atac. Tres membres del grup van morir en una explosió domèstica a Greenwich Village. El comunicat de la WUO publicat en relació amb l'atac amb explosius al Capitoli dels Estats Units l'1 de març de 1971 indicava que era «en protesta per la invasió estatunidenca de Laos». La WUO va afirmar que l'atac del Pentàgon del 19 de maig de 1972 era «una represàlia per l'atac dels Estats Units a Hanoi». La WUO va anunciar que l'atac del 29 de gener de 1975 contra l'edifici del Departament d'Estat dels Estats Units era «en resposta a l'escalada militar al Vietnam».
La WUO va començar a desintegrar-se després dels Acords de pau de París el 1973, i va dissoldre's el 1977. El grup va prendre el seu nom de la lletra del cantautor Bob Dylan, You don't need a weatherman to know which way the wind blows («No necessites un home del temps per saber per on bufa el vent»), de la cançó «Subterranean Homesick Blues» de 1965. Aquest vers de Dylan també va ser el títol del document fundacional distribuït en una convenció de l'SDS a Chicago el 18 de juny de 1969, que vindicava una «força de combat blanca» que s'aliés amb el moviment d'alliberament negre i altres moviments radicals per aconseguir «la destrucció de l'imperialisme estatunidenc i formar un món comunista sense classes».